# Municipio de Upper Fork
El municipio de Upper Fork (en inglés: Upper Fork Township) es un municipio ubicado en el  condado de Burke en el estado estadounidense de Carolina del Norte. En el año 2010 tenía una población de 1.066 habitantes.

## Geografía
El municipio de Upper Fork se encuentra ubicado en las coordenadas 35°38′51.46″N 81°39′35.34″O / 35.6476278, -81.6598167.